# Yogi Berra
Lawrence Peter Berra, detto Yogi (Saint Louis, 12 maggio 1925 – Montclair, 22 settembre 2015), è stato un giocatore di baseball, allenatore di baseball e aforista statunitense.
Vissuto a Montclair nel New Jersey, fin dal periodo in cui era giocatore professionista è stato ricevitore e allenatore nella Major League Baseball, dove ha giocato quasi tutta la carriera di giocatore nella squadra dei New York Yankees.
Cominciò a giocare a baseball nelle leghe locali dell'American Legion, dove imparò le basi del gioco e si specializzò come ricevitore. Berra divenne un giocatore leggendario e in particolare un simbolo per la squadra dei New York Yankees, con cui giocò per quasi tutta la sua carriera e vinse - nel suo ruolo di ricevitore, ma anche di allenatore – 13 World Series, giocandone in tutto 21. Nessun altro giocatore ha vinto tanto.
È entrato a far parte, unitamente a Sandy Koufax, della Hall of Fame di baseball nel 1972. Nello stesso anno fu ritirato il suo numero 8 dagli Yankees. È stato uno dei soli 4 giocatori a essere stati nominati Most Valuable Player della American League 3 volte, e uno dei 6 allenatori a guidare sia una squadra dell'American League sia una della National League alle World Series. Nel 1998 nella cittadina di Little Falls, New Jersey vennero inaugurati un museo e uno stadio dedicati a lui. Nel 1999 è stato inserito da The Sporting News al 40º posto nella classifica dei migliori cento giocatori di tutti i tempi.

## Biografia

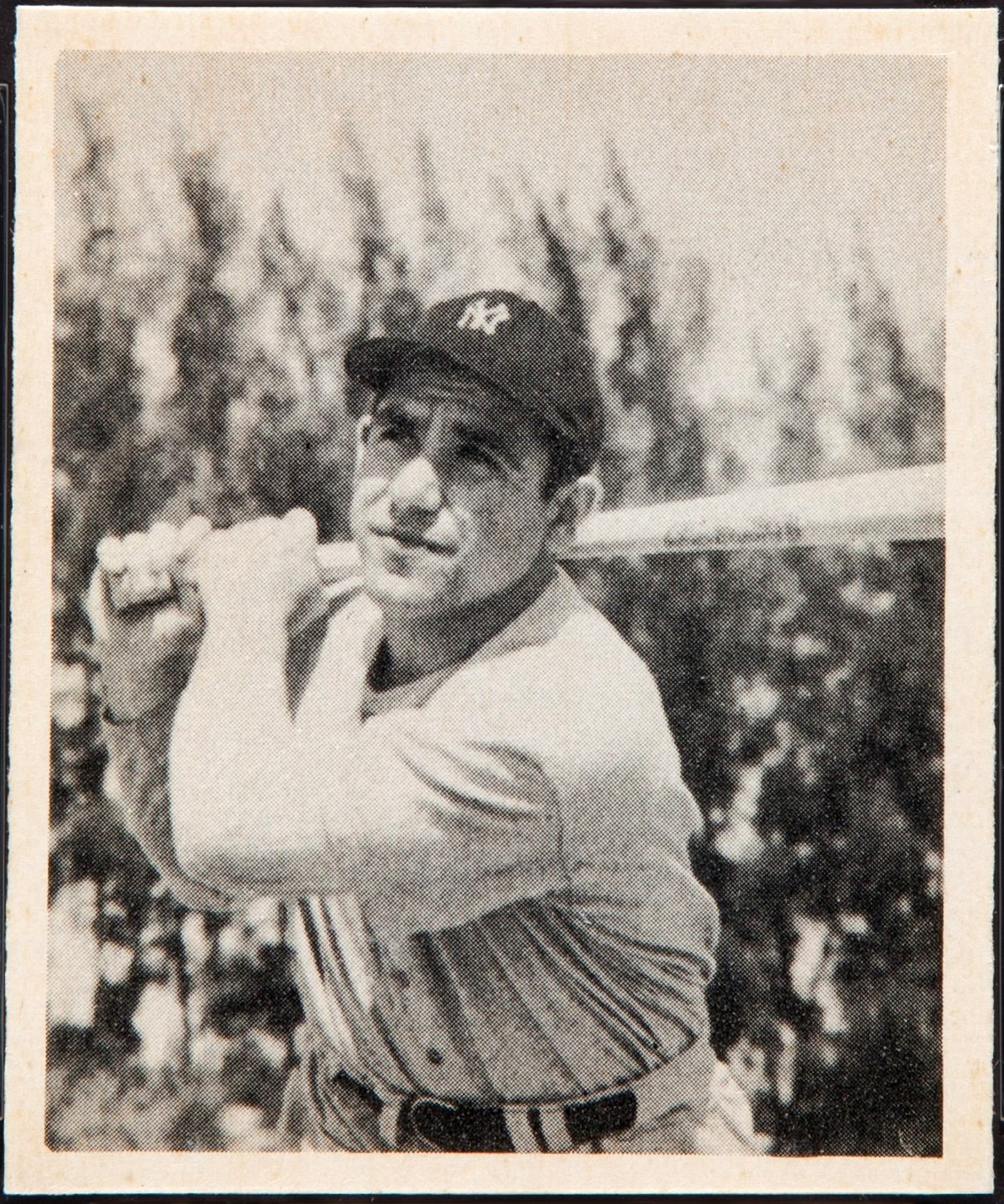
Berra nel 1948

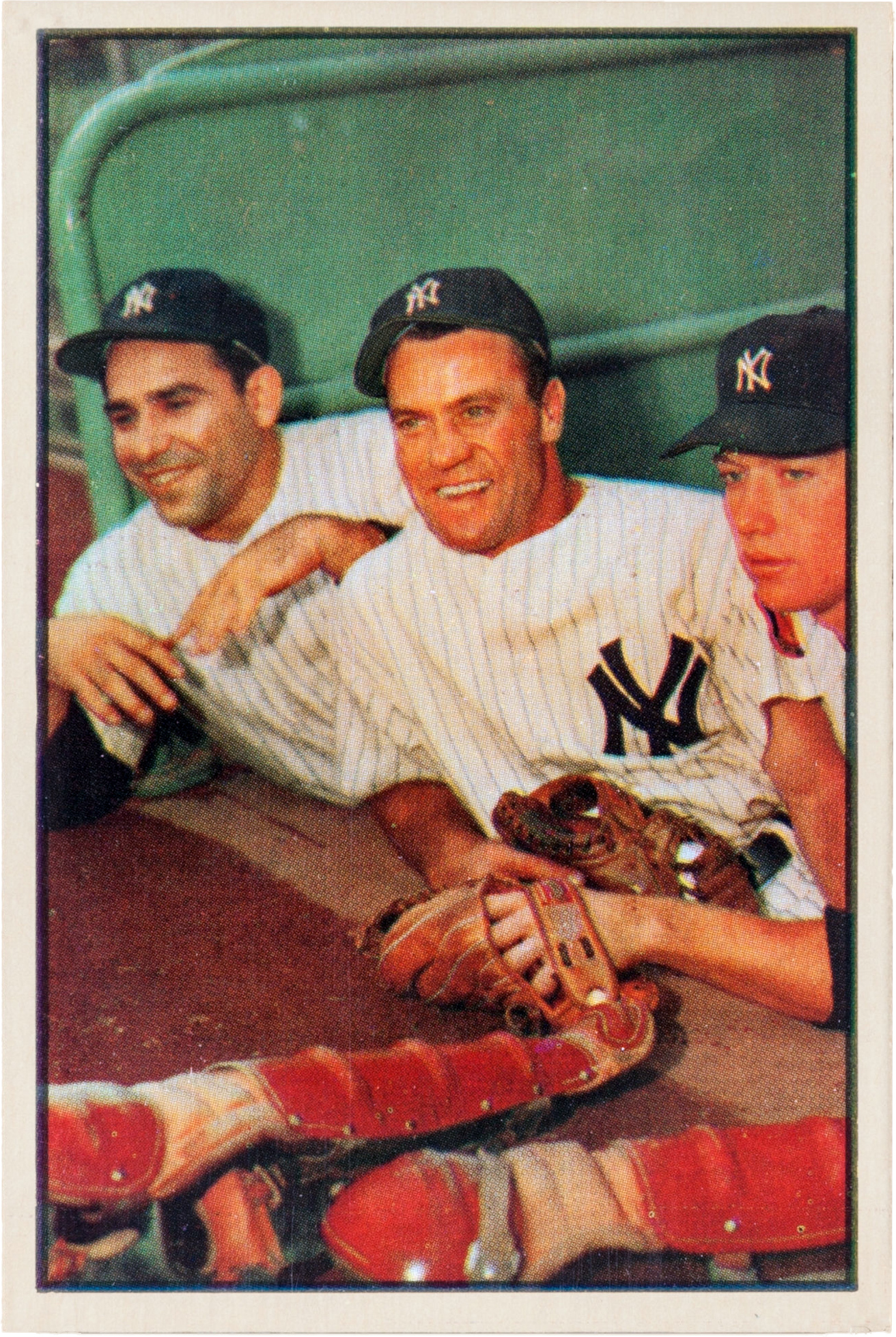
Da sinistra a destra: Berra, Hank Bauer e Mickey Mantle nel 1953

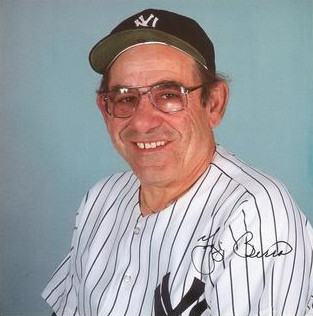
Berra nel 1984, all'epoca allenatore degli Yankees

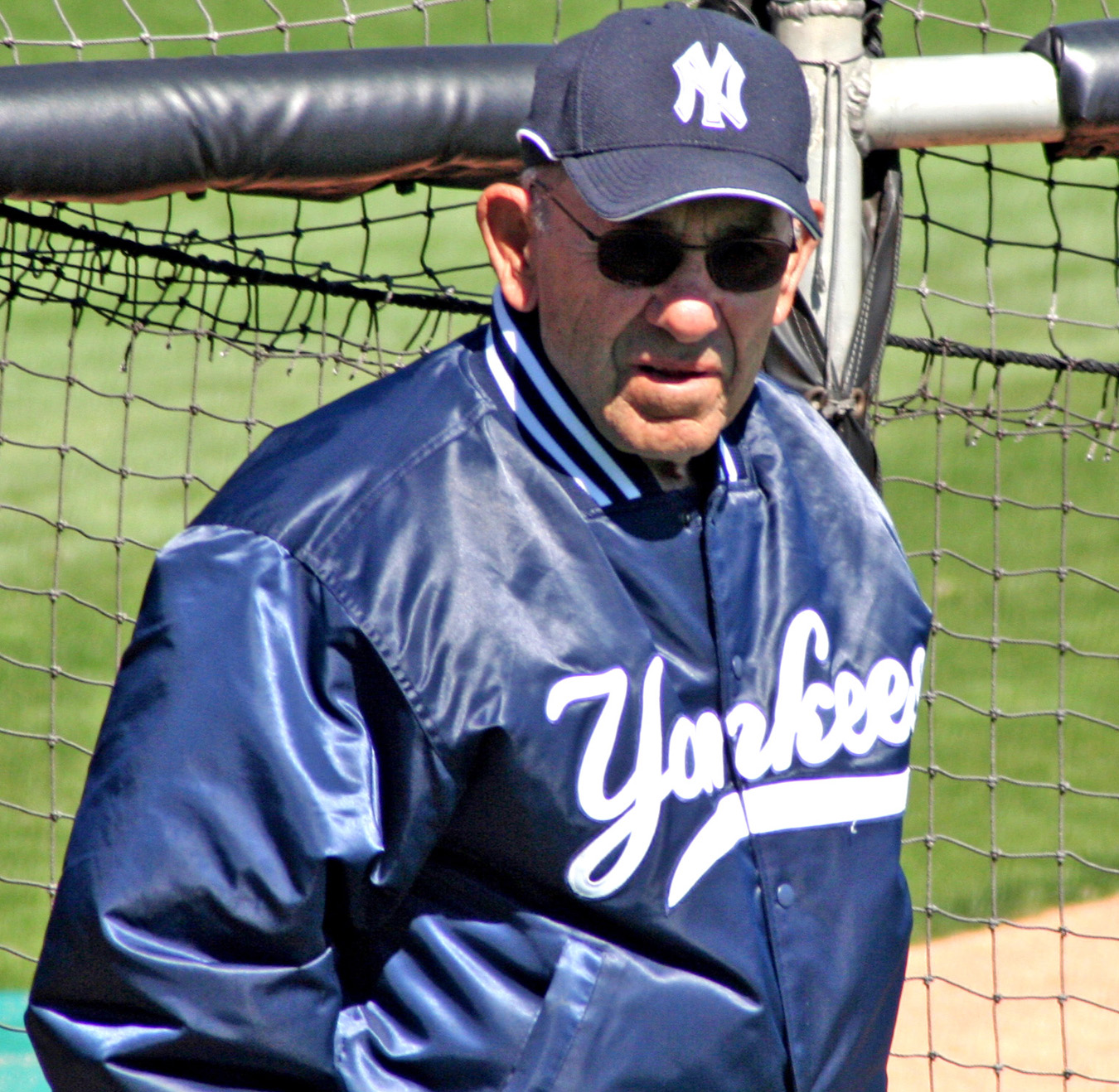
Yogi Berra nel 2007

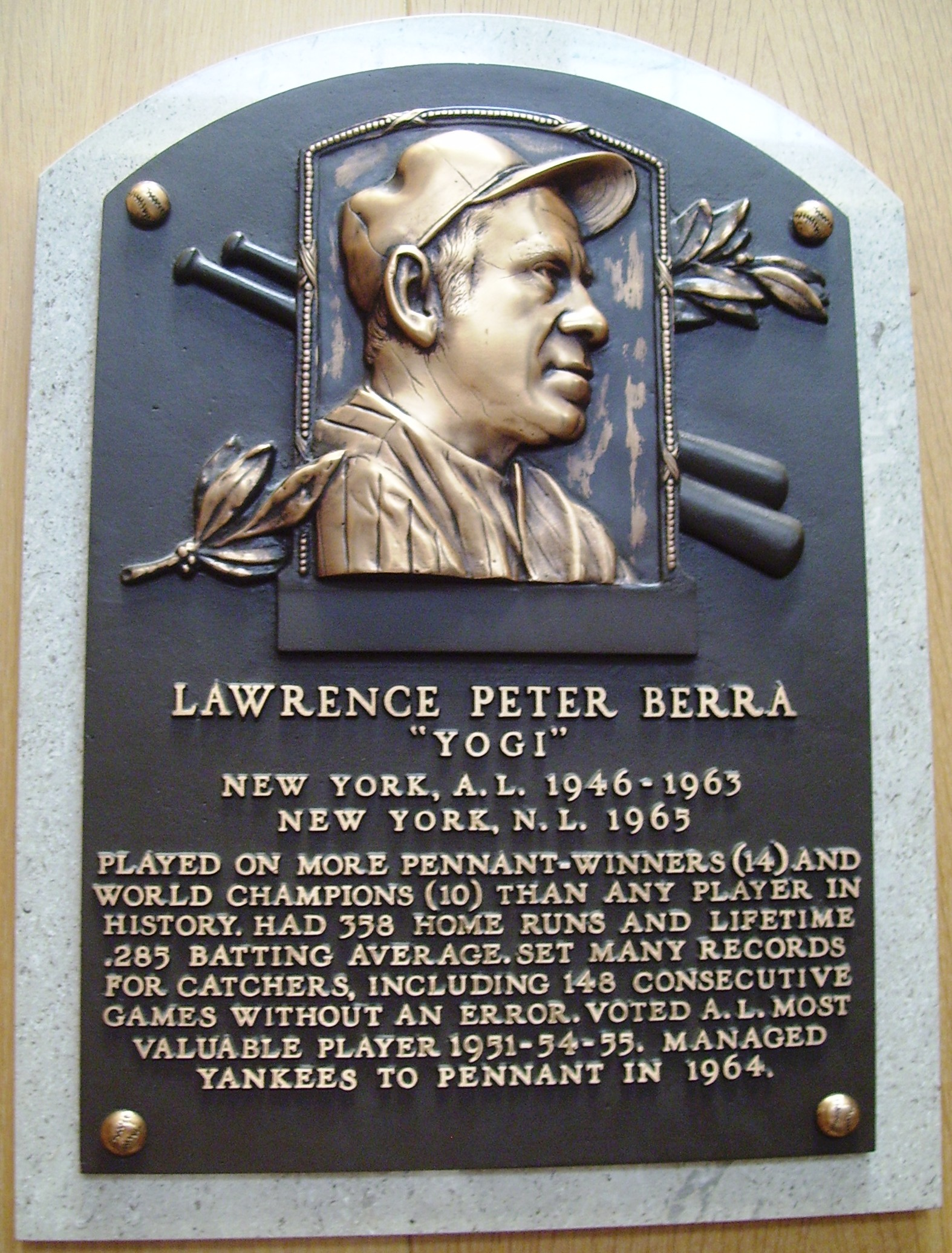
La targa commemorativa presso il National Baseball Hall of Fame

### Gli inizi
Nato in un piccolo quartiere italiano di Saint Louis, chiamato "The Hill", Berra era figlio di Pietro e di Paolina Berra (nata Longoni), immigrati dall'Italia che agli inizi lo soprannominarono Lawdie, per le difficoltà della madre Paolina a pronunciare correttamente Lawrence o Larry. Pietro, originario di Malvaglio, frazione di Robecchetto con Induno, in provincia di Milano, era arrivato a Ellis Island il 18 ottobre 1909 a 23 anni, mentre Paolina era giunta negli Stati Uniti alcuni anni dopo.
Si diplomò alla South Side Catholic, oggi chiamata St. Mary's High School, nella sua città natale.

### Minor League
Nel 1942, Berra venne preso in considerazione dai St. Louis Cardinals, che però gli preferirono Joe Garagiola Sr., suo miglior amico d'infanzia.
Berra firmò prima dell'inizio della stagione 1943 con i New York Yankees con un bonus alla firma di 500 dollari (7 824 dollari del 2019), che lo assegnarono nella classe B (la terza categoria della minor league dell'epoca) della Piedmont League.

### Il servizio militare
Nel 1943, Berra si arruolò nella Marina degli Stati Uniti, all'età di 18 anni, per servire nella seconda guerra mondiale. Si addestrò alla base di Little Creek a Norfolk in Virginia, e fu assegnato alla USS Bayfield, che aveva l'ordine di sostenere gli sbarchi della Utah Beach durante il D-Day.
Yogi, assegnato all'artiglieria, fu distaccato su una nave missilistica "Landing Craft Support Small" (LCSS), che fornì supporto antincendio durante gli sbarchi sulla spiaggia.
Più tardi nella guerra, Yogi prestò servizio in Nord Africa e in Italia prima di essere inviato negli Stati Uniti in una base per sottomarini nel Connecticut, fino al suo congedo. Lì giocò nella squadra di baseball della Marina, il cui allenatore designò Yogi come ricevitore. In questo modo ebbe l'opportunità di giocare alcune amichevoli contro squadre della Major League come i Senators, i Browns e Giants.
Per il servizio reso, Berra venne insignito con la Purple Heart.

### Carriera sportiva
Subito dopo aver lasciato il servizio, Yogi fu chiamato nella Major League.
Berra esordì il 22 settembre 1946, allo Yankee Stadium di New York contro i Philadelphia Athletics, battendo nel suo secondo turno di battuta, un fuoricampo da due punti come prima valida e un'altra valida nel suo terzo turno. Concluse la stagione con 7 partite disputate nella MLB e 77 partite nella Tripla-A.
Nel 1947 giocò esclusivamente nella MLB in 83 partite della stagione regolare. Inoltre partecipò e vinse le prime World Series di carriera.
Nel 1948 venne convocato per l'MLB All-Star Game. Il primo dei diciotto eventi (diciassette consecutivi) a cui partecipò in carriera.
Dal 1949 al 1955, fu il giocatore degli Yankees a realizzare più punti battuti a casa, sconfiggendo tra gli altri le stelle Mickey Mantle e Joe DiMaggio.
Nella stagione 1951 venne nominato MVP dell'American League per la prima volta, oltre a vincere le sue quarte World Series ed essere nominato per la quarta volta All-Star.
Durante le World Series 1956, Berra colpì tre home run, realizzando 9 valide e 10 punti battuti a casa. Inoltre aiutò il lanciatore della sua squadra Don Larsen, a realizzare la prima e unica partita perfetta della storia delle World Series, che fu anche il primo dei due no-hitters mai realizzati nella storia del post stagione MLB.
Al termine delle World Series 1963, in cui gli Yankees uscirono sconfitti, Berra annunciò il ritiro come giocatore.
Giocò le sue ultime partite da giocatore nel 1965 con i New York Yankees. Apparve in 4 partite, l'ultima disputata il 9 maggio contro i Milwaukee Braves.
Nel corso della sua carriera, giocò anche nel ruolo di esterno, con una certa frequenza soprattutto nelle stagioni 1947 e 1948 e dal 1960 al 1962.

### Carriera da allenatore
Berra iniziò la sua carriera da allenatore per gli Yankees, allenando la squadra nella stagione 1964. Tuttavia al termine della stagione venne licenziato dalla franchigia.
Berra firmò allora nella stagione 1965 con i New York Mets, diventando uno degli allenatori della squadra. In questa stagione tornò anche in campo come giocatore. Mantenne il ruolo fino al 1971.
Nel 1972 divenne l'allenatore della squadra, ruolo che mantenne fino al 1975.
Nel 1976 tornò negli Yankees entrando nel gruppo degli allenatori. Nelle stagione 1984 e 1985, fu l'allenatore principale della squadra.
Dal 1986 al 1989, fu uno degli allenatori degli Houston Astros.

## Vita privata
Di religione cattolica, Berra si sposò il 26 gennaio 1949 con Carmen Short. Ebbe tre figli e visse nella sua residenza a Montclair nel New Jersey, fino a quando le condizioni di salute della moglie li portò a trasferirsi in una struttura abitativa assistita nelle vicinanze. Anche i figli di Berra giocarono come professionisti: Dale Berra giocò come interbase per i Pittsburgh Pirates, i New York Yankees (allenati da Yogi nel 1984–85) e gli Houston Astros; Tim Berra giocò per i Baltimore Colts nella stagione NFL 1974 e Larry Berra giocò per tre diverse squadre di minor league dell'organizzazione dei New York Mets.
Carmen Berra morì il 6 marzo 2014, a 88 anni; la coppia aveva da poco celebrato il loro 65º anniversario di matrimonio.

### Morte
Berra morì il 22 settembre 2015 a West Caldwell in New Jersey, in una casa per anziani in cui risiedeva da tempo.

## Eredità

### Aforismi
Yogi divenne famoso anche per i suoi aforismi. La sua frase più famosa, pietra miliare e punto di riferimento per ogni giocatore di baseball è "It ain't over 'til it's over", ossia "Non è finita finché non è finita".

### Soprannome
Lawrence Berra prese il suo famoso soprannome dall'amico d'infanzia Marco Pe, vedendolo seduto a braccia conserte e gambe incrociate aspettando di battere, o dopo aver perso una partita, disse che assomigliava a una divinità indù (Yogi) che aveva visto in un film. Pare che il nome di uno dei personaggi più famosi dei cartoni animati di Hanna-Barbera, l'Orso Yoghi (Yogi Bear), derivi da lui.

## Palmares

### Club
- World Series: 13 (record)

Giocatore:
New York Yankees: 1947, 1949–1953, 1956, 1958, 1961, 1962
Allenatore:
New York Mets: 1969
New York Yankees: 1977, 1978

### Individuale
- MVP dell'American League: 3

1951, 1954, 1955
- MLB All-Star: 18

1948–1961², 1962²
- Numero 8 ritirato dai New York Yankees
- Formazione del secolo della MLB